# Elżbieta Tudor (królewna)
Elżbieta Tudor (ur. 2 lipca 1492 w Richmond, zm. 7 października lub 14 listopada 1495 w Eltham) – królewna angielska z dynastii Tudorów, druga córka i czwarte dziecko Henryka VII i Elżbiety jorskiej.

## Życiorys

### Narodziny
Na początku czerwca 1492 r. królowa Elżbieta przeniosła się do pałacu Sheen, gdzie w odosobnieniu miała odbyć swój czwarty poród. Ze względu na zaawansowaną ciążę królowa nie mogła wziąć udziału w pogrzebie matki, która zmarła 8 czerwca, ale na jej pamiątkę urodzona 2 lipca królewna otrzymała imię Elżbieta.
Królewna Elżbieta wychowywała się razem z młodszymi dziećmi królewskimi, ponieważ w rachunkach dworskich wydatki na służących opiekujących się Henrykiem, Małgorzatą i Elżbietą są zgrupowane razem. Znane jest nazwisko mamki królewny Elżbiety. Była nią Cecily Burbage, która otrzymywała za swoją pracę wynagrodzenie w kwocie 10 funtów rocznie.

### Śmierć
Królewna Elżbieta zmarła jesienią 1495 r. Prawdopodobną przyczyną jej śmierci była atrofia
Data śmierci dziewczynki nie jest pewna, ponieważ we współczesnej kronice odnotowano dzień jej zgonu jako 7 października, natomiast według XVI-wiecznego przekazu Johna Stowa, poświadczającego napis na nagrobku królewny, był to 14 listopada. Podawana niekiedy w literaturze błędna data 14 września 1495 r. nie jest poświadczona w żadnym źródle XV- lub XVI-wiecznym.
Była to pierwsza śmierć dziecka królewskiej pary. W źródłach odnotowano wielki żal rodziców po zgonie dziewczynki. Na jej pogrzeb wydano bardzo wysoką kwotę 318 funtów.

## Pochówek
Królewna Elżbieta została pochowana w Opactwie Westminsterskim, w kaplicy Edwarda Wyznawcy. Na jej nagrobku w formie ołtarza, wykonanym z czarnego i szarego marmuru, umieszczono dwie inskrypcje w języku łacińskim. Za wykonanie figury królewny z pozłacanej miedzi londyński złotnik John Shaw otrzymał 1 tys. marek. Posąg i tablice epitafijne zostały skradzione przed rokiem 1723.